# Gerd Binnig
Gerd Binnig (Francoforte sul Meno, 20 luglio 1947) è un fisico tedesco.
Nacque a Francoforte sul Meno. La sua famiglia si divise fra Francoforte e Offenbach, fintanto che il fisico dovette frequentare in periodi diversi le scuole di entrambe le città. A 10 anni decise di diventare un fisico, ma si è presto chiesto se avesse fatto la giusta scelta. Si concentrò anche nella musica, suonando in una band. Iniziò inoltre a suonare il violino nell'orchestra della scuola.
Nel 1969, ha sposato Lore Wagler, una psicologa con la quale ebbe due figli: uno nacque in Svizzera, l'altro in California.
Nel 1978, accettò l'offerta dell'IBM di entrare nel gruppo di ricerca di Zurigo. Lì incontrò Heinrich Rohrer, insieme al quale ha ricevuto il Premio Nobel per la fisica nel 1986 per i loro progetti sul Microscopio a effetto tunnel.
La squadra di ricerca includeva Christoph Gerber e Edmund Weibel, i quali vennero presto ricompensati con dei premi, tra i quali lo stesso Premio Nobel.
Nel 1994 Gerd Binnig ha fondato Definiens, la quale divenne nel 2000 un'impresa commerciale. Oggi, compagnie ed istituzioni nel mondo usano la tecnologia Definiens. La Definiens attualmente si occupa di scienze biologiche e della Terra. Nelle scienze biologiche, la tecnologia Definiens è usata per accelerare i processi diagnostici. Nelle scienze della Terra permette  la classificazione e l'analisi di satelliti ed aree di spazio con velocità, esattezza e chiarezza più grandi.